# Metropolitanato ortodoxo griego de Buenos Aires y Sudamérica
El metropolitanato ortodoxo griego de Buenos Aires y Sudamérica o sacra metrópolis de Buenos Aires y Sudamérica (en griego: Ιερά Μητρόπολης Μπουένος Άϊρες και Νοτίου Αμερικής), que usa habitualmente el nombre de arquidiócesis ortodoxa griega de Buenos Aires y Sudamérica, es una diócesis de la Iglesia ortodoxa perteneciente al patriarcado de Constantinopla, con sede en Buenos Aires en Argentina. Su titular lleva el título de metropolitano de Buenos Aires, el más honorable ('hipertimos') y exarca de Sudamérica (en griego: Μητροπολίτης Μπουένος Ἄϊρες, Ὑπέρτιμος καί Ἔξαρχος Νοτίου Ἀμερικῆς). Su jurisdicción se extiende por: Argentina, Brasil, Uruguay, Chile, Paraguay, Perú, Bolivia, Ecuador, Surinam, Guyana y Guayana Francesa.

## Historia
Los primeros ortodoxos griegos llegaron a Argentina en la década de 1880. Desde 1889 estos inmigrantes pudieron asistir a la iglesia rusa ortodoxa de Buenos Aires, el primer templo ortodoxo abierto en Argentina.
En 1905 el sacerdote Damianós de Grecia se estableció en Berisso para asistir a los inmigrantes griegos y 1907 se estableció una capilla en la Galería Pacífico de la ciudad de Buenos Aires. También en 1905 se inauguró la primera iglesia griega en Florianópolis (Brasil) dedicada a San Nicolás. Más tarde se establecieron sucesivamente dos capillas más en Buenos Aires, en los barrios de Palermo y de Villa Crespo, hasta que a partir de 1926 se construyó la catedral de la Dormición de la Theotokos. Las oleadas más importantes de inmigrantes griegos provenientes de Grecia y de Asia Menor arribaron a Argentina entre los años 1914 y 1935.
El 11 de mayo de 1922 el patriarca de Constantinopla Melecio creó la arquidiócesis de Norte y Sur América con jurisdicción en todo el continente americano, traspasando la jurisdicción desde la Iglesia ortodoxa de Grecia. En 1937 la arquidiócesis envió a Buenos Aires el primer sacerdote estable, el archimandrita Fotios Pantos. En 1950 el archimandrita Iakovos Papavasilopoulos reemplazó a Pantos. 
En marzo de 1950 el arzobispo de América visitó Buenos Aires y acordó enviar un vicario con el rango de obispo. Como parte de la arquidiócesis americana, en 1952 fue creado el vicariato territorial de Buenos Aires (10º distrito diocesano o preriferia de la arquidiócesis), llegando a Buenos Aires el obispo Irineo de Ábydos. En 1958 lo sucedió el obispo Timoteo de Rodostolon.
El 15 de marzo de 1979 fue creada la diócesis de Buenos Aires y Sudamérica como parte de la arquidiócesis de Norte y Sur América.
El 30 de julio de 1996 la diócesis fue elevada al rango de metropolitanato y separada de la arquidiócesis estadounidense, recibiendo el 24 de septiembre de 1996 el obispo Genadios el rango de metropolitano.
En 2019 fue designado arzobispo metropolitano Iosif Bosch, el primer argentino en ocupar el cargo de arzobispo en la Iglesia ortodoxa.

## Cronología de los obispos

### Vicarios de Buenos Aires
- Irineo (1952-1958) (obispo titular de Ábydos)
- Timoteo (1958-1960) (obispo titular de Rodostolon)
- Poliecto (Finfinis) (6 de septiembre de 1960-22 de abril de 1962) (sacerdote)
- Timoteo (Haloftis) (22 de abril de 1962-1963) (sacerdote)
- Meletios (Diakandreou) (1964-12 de julio de 1968 falleció) (obispo titular de Aristea)
  - Vicarios sacerdotes (1968-1970)
- Iakovos (Pililis) (1970-1974) (obispo titular de Catania)
- Timoteo (Negrepontis) (20 de enero de 1974-15 de marzo de 1979) (obispo titular de Pámfilos)

### Arzobispos de Buenos Aires
- Genadios (Chrysulakis) (8 de abril de 1979-30 de abril de 2001 renunció) (metropolitano desde el 24 de septiembre de 1996)
- Tarasios (Antonopoulos) (3 de junio de 2001-29 de noviembre de 2019) (trasladado a la metrópolis de Rodópolis)
- Iosif Bosch (desde el 29 de noviembre de 2019)

## Parroquias
En Argentina

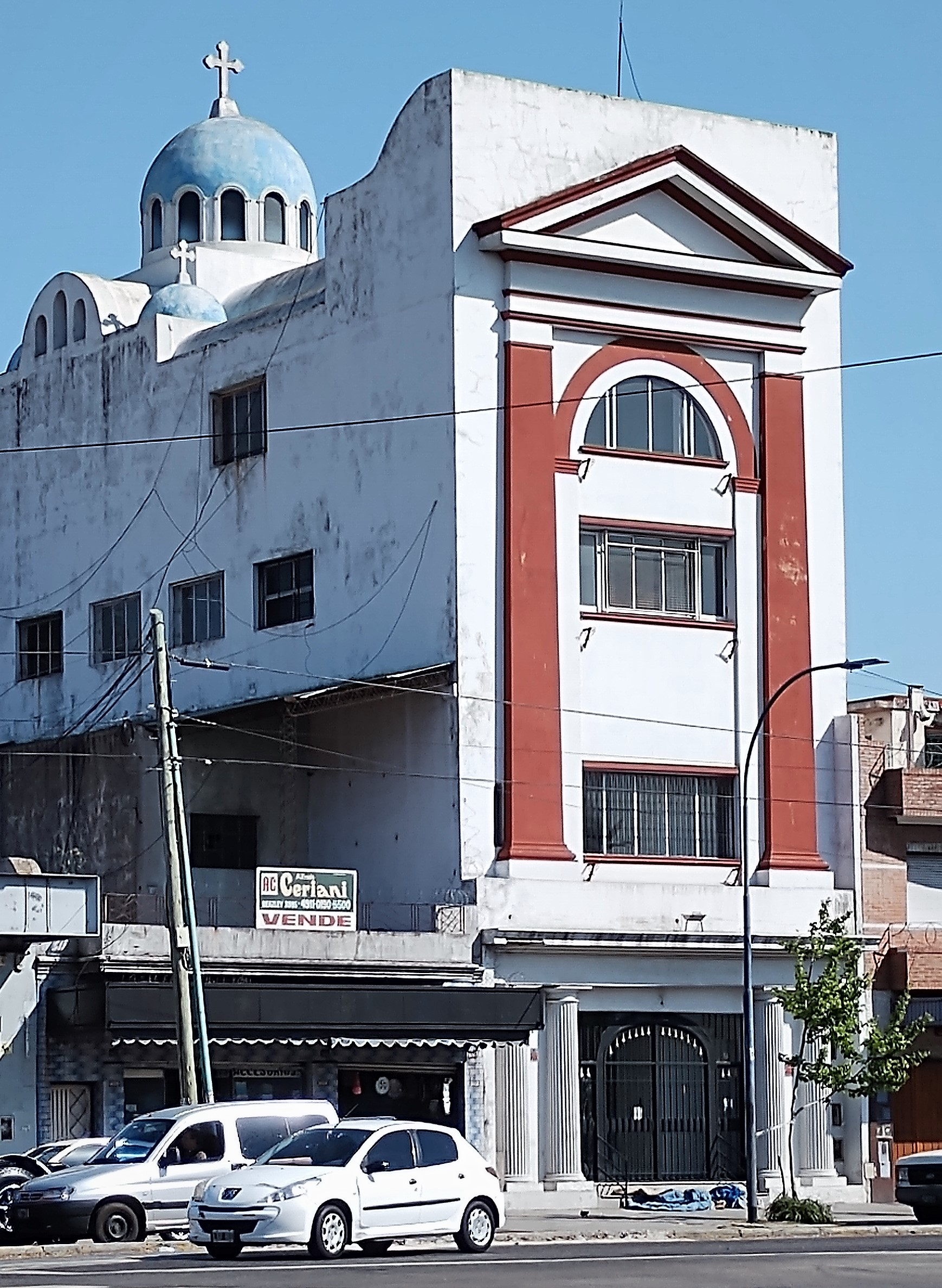
Iglesia San Nicolás de la Arquidiócesis Ortodoxa Griega de Buenos Aires y Sudamérica.

- Sacra catedral de la Dormición de la Theotokos,[7] Buenos Aires
  - Capilla metropolitana de San Eleuterio, en la sede del metropolitanato en Buenos Aires
  - Sacra capilla de San Juan Crisóstomo, en la catedral en Buenos Aires
- Templo sagrado de San Nicolás,[8] Buenos Aires
  - Sacra capilla de San Nectario, Monte Grande
- Templo sagrado de San Miguel Arcángel,[9] Remedios de Escalada
  - Sacra capilla de San Nicolás, Berazategui
- Templo sagrado del Espíritu Santo,[10] Olivos
  - Sacra capilla de San Spyridon, San Miguel
- Templo sagrado de los Santos Constantino y Elena,[11] Berisso
- Templo sagrado de San Jorge,[12] Mar del Plata
- Templo sagrado de San Juan Precursor,[13] Córdoba
- Templo sagrado de San Nicolás,[14] Comodoro Rivadavia
- Templo sagrado de San Nicolás,[15] Rosario
- Templo sagrado de San Trifón, Mendoza (en construcción)
- Templo sagrado del Profeta Jonás,[16] Ingeniero White

En Brasil
- Templo sagrado de la Anunciación, Brasilia
- Santa catedral de San Pedro, São Paulo
- Templo sagrado de la Dormición de la Theotokos, Cambuci
- Templo sagrado de San Nicolás, Florianópolis
- Templo sagrado de San Sava, Curitiba
- Templo sagrado de los Santos Apóstoles, Porto Alegre
- Templo sagrado de San Andrés, Río de Janeiro
- Templo sagrado de San Jorge, Vitória
- Templo sagrado de Santos Pedro y Pablo, Goiânia
- Templo sagrado de Panagia Tsampikas, Lins

En Chile
- Templo sagrado de los Santos Constantino y Elena, Santiago[17]
- Templo sagrado de la Dormición de la Theotokos, Viña del Mar (ocupada en conflicto por la Iglesia ortodoxa de Antioquía)
- Templo sagrado del Jardín de la Virgen María, El Manzano (misión)
- Templo sagrado de Santa Cruz, Antofagasta (proyectado)

En Uruguay
- Templo sagrado de San Nicolás, Montevideo

En Ecuador
- Templo sagrado de la Transfiguración del Salvador, Quito (proyectado)
- Templo sagrado de San Pantaleón, Guayaquil (proyectado)

En Bolivia, Paraguay, Surinam, Guyana y Guayana Francesa existen solo pocas familias ortodoxas griegas.